# Tony Smet
Antoine Joseph Ghislain „Tony” Smet (Belgium, Hainaut, Tournai, 1870. február 16. – ?) belga vívó, olimpikon.
Az 1900. évi nyári olimpiai játékokon, Párizsban indult két vívószámban: tőrvívásban az elődöntőig jutott és végül a 14. lett. párbajtőrvívásban helyezés nélkül zárt.